# Erigone monterreyensis
Erigone monterreyensis là một loài nhện trong họ Linyphiidae.
Loài này thuộc chi Erigone. Erigone monterreyensis được Willis J. Gertsch & Michael Davis miêu tả năm 1937.